# Nuctemeron 1991–1997
Nuctemeron 1991—1997 — ретроспективный альбом немецкой готической группы Garden Of Delight, вышедший в 1998 году на лейбле Dion Fortune Records уже после первого официального распада группы.
Альбом содержит подборку лучших ранних работ музыкантов, многие из которых представлены в других версиях. Кроме того, к диску прилагался 20-страничный буклет с подробной биографией коллектива.

## Список композиций
Все тексты: Артауд Сет, музыка: Артауд Сет и Том О'Коннелл при участии Адриана Хейтса в отдельных треках.
1. «Spirit Lovers (Thelema 7 Mix)» — 5:20
2. «Shared Creation» — 4:33
3. «The Seal (La Sarru Mass)» — 6:47
4. «Exodus (Unsealed 7 Mix)» — 5:20
5. «The White Goddess» — 6:09
6. «Ancient God» — 5:51
7. «Temple of Wisdom (Templat 7 Mix)» — 4:49
8. «Downwards to a Sea (Edit)» — 3:48
9. «Spirit Invocation (UK-release)» — 5:24
10. «Prosession (Extended 12 Remix)» — 6:41
11. «Sumerland» — 4:19
12. «Silent Gate» — 5:50

## Участники записи
- Артауд Сет — вокал, программирование
- Том О'Коннелл — гитара
- Адриан Хейтс — бас-гитара